# 吉野駅 (福岡県)
吉野駅 （よしのえき）は、福岡県大牟田市大字倉永にある、九州旅客鉄道（JR九州）鹿児島本線の駅である。駅番号はJB25。

## 歴史
- 1991年（平成3年）3月16日：開業[2][1]。
- 2009年（平成21年）3月1日：ICカード「SUGOCA」の利用が可能となる[4]。
- 2016年（平成28年）4月1日：簡易委託化[3]。
- 2024年（令和6年）4月1日：きっぷの販売窓口を廃止。

## 駅構造
相対式ホーム2面2線を有する地上駅。互いのホームは跨線橋で連絡している。2番ホーム銀水寄りに、明光学園敷地内に直結する改札口が設けられており、朝のみ開放されている。
SUGOCAの利用が可能である。

### のりば
| のりば | 路線       | 方向 | 行先                   |
| ------ | ---------- | ---- | ---------------------- |
| 1      | 鹿児島本線 | 下り | 大牟田・熊本・八代方面 |
| 2      | 鹿児島本線 | 上り | 久留米・鳥栖・博多方面 |

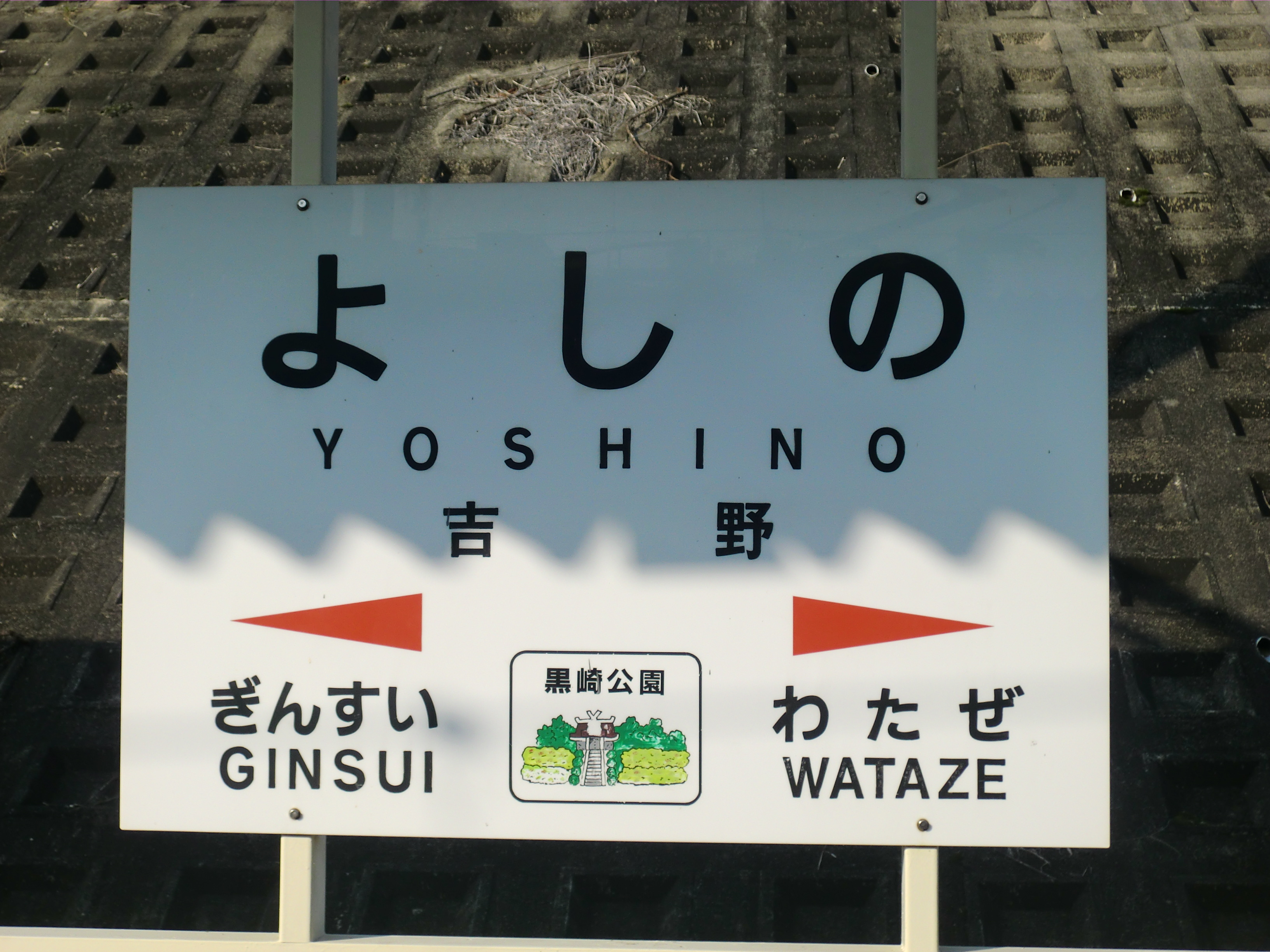
駅名標（2011年2月）

## 利用状況
2023年度の1日平均乗車人員は384人である。
| 年度               | 1日平均 乗車人員 | 1日平均 乗降人員 |
| ------------------ | ---------------- | ---------------- |
| 2001年（平成13年） | 非 公 表         | 1,260            |
| 2002年（平成14年） | 非 公 表         | 1,176            |
| 2003年（平成15年） | 非 公 表         | 1,100            |
| 2004年（平成16年） | 非 公 表         | 1,126            |
| 2005年（平成17年） | 非 公 表         | 1,141            |
| 2006年（平成18年） | 非 公 表         | 1,151            |
| 2007年（平成19年） | 非 公 表         | 1,176            |
| 2008年（平成20年） | 非 公 表         | 1,172            |
| 2009年（平成21年） | 非 公 表         | 1,115            |
| 2010年（平成22年） | 非 公 表         | 1,068            |
| 2011年（平成23年） | 非 公 表         | 939              |
| 2012年（平成24年） | 非 公 表         | 981              |
| 2013年（平成25年） | 非 公 表         | 非 公 表         |
| 2014年（平成26年） | 非 公 表         | 非 公 表         |
| 2015年（平成27年） | 非 公 表         | 非 公 表         |
| 2016年（平成28年） | 491              | 非 公 表         |
| 2017年（平成29年） | 546              | 非 公 表         |
| 2018年（平成30年） | 508              | 非 公 表         |
| 2019年（令和元年） | 501              | 非 公 表         |
| 2020年（令和02年） | 393              | 非 公 表         |
| 2021年（令和03年） | 401              | 非 公 表         |
| 2022年（令和04年） | 390              |                  |
| 2023年（令和05年） | 384              |                  |

## 駅周辺
大牟田市の北部にあり、周辺は住宅地となっている。
- 福岡県立ありあけ新世高等学校
- 福岡県立大牟田北高等学校
- 明光学園中学校・高等学校 - 駅舎の反対側にあり、教職員生徒専用改札口を有する[1]
- 西鉄天神大牟田線 倉永駅[1]
- 国立病院機構大牟田病院
- 医療法人くさかべ病院
- 九州新幹線 新大牟田駅 - 当駅より東へ約3km

## 隣の駅
九州旅客鉄道（JR九州）
 鹿児島本線
■快速
通過
■区間快速（一部列車のみ停車）・■普通
渡瀬駅 (JB24) - 吉野駅 (JB25) - 銀水駅 (JB26)